# Líbia otomana
Em 1517, os otomanos conquistaram a Cirenaica. Em 1551, Solimão I, o Magnífico, incorporou a região da Tripolitânia ao Império Otomano , estabelecendo o poder central em Trípoli. A autoridade do regime turco da Porta Sublime, entretanto, mal passava da região para além da costa. 
Em 1553, os cristãos foram expulsos por corsários turcos de Argel, agindo em nome do Império Otomano. Até 1711, Ahmed Karamanli tomou o poder em Trípoli e fundou a dinastia Karamanli, que passou a exercer um maior controle sobre as regiões de Fezã (ou Fazânia), Cirenaica e Tripolitânia. Essa dinastia exerceu o poder sobre a região ainda subordinada, mas com grande autonomia em relação ao Domínio Otomano. A região servia de base para corsários, o que motivou inclusive uma intervenção norte-americana, a primeira Guerra Berbere ocorreu entre 1801 e 1805.
Em 1835 o Império Otomano retomou o controle direto sobre o denominado paxalato de Tripoli. Em meados do século XIX, a confraria muçulmana Senussi passou a exercer um domínio sobre os territórios da Cirenaica e de Fezã (interior do país).
A partir de 1864, foi estabelecido o Vilaiete de Tripolitânia (em turco otomano: ولايت طرابلس غرب Vilâyet - i Trâblus Gârp), também conhecido como o Reino de Tripoli, que tecnicamente não era propriamente um reino, mas uma província otomana governada por paxás (governadores), com pederes semelhantes àqueles exercidos pela dinastia Karamanli entre 1711 a 1835 que governaram a província como monarcas hereditários de facto.
Além do território principal de Tripolitânia, Barca foi também considerado parte do reino de Trípoli, porque era de facto governada pelo paxá de Trípoli.
Em 1912, quando o Egito, a Tunísia e a Argélia já estavam sob o controle da Grã-Bretanha ou da França, e o Império Otomano estava muito ocupado com as Guerras dos Balcãs, a Itália obteve o controle do território líbio.

## Divisões administrativas
| Sanjacos do Vilaiete em meados do século XIX: 1. Sanjaco de Bengasi 2. Sanjaco de Trípoli 3. Sanjaco de Homs 4. Sanjaco de Djebel 5. Sanjaco de Gharbi 6. Sanjaco de Fezã | Sanjacos do Vilaiete: 1. Sanjaco de Trípoli 2. Sanjaco de Homs 3. Sanjaco de Jabal Algarbi 4. Sanjaco de Fezã 5. Sanjaco de Bengasi |